# Procedura di cooperazione
La Procedura di cooperazione era una delle procedure legislative della Comunità europea. Venne introdotta dall'Atto unico europeo.
Tale procedura è simile a quella di consultazione, con la differenza che, mentre nella procedura di consultazione il Parlamento Europeo esprime un parere sulla proposta della Commissione, in questa il Consiglio adotta una "posizione comune". Ciò significa che al Parlamento è chiesto di pronunciarsi prima sulla proposta della Commissione (prima lettura) e poi sulla posizione comune del Consiglio (seconda lettura), il quale deve trasmettere al Parlamento anche le motivazioni che lo hanno indotto ad adottare la posizione comune.
Tecnicamente tale procedura prevede una proposta normativa presentata dalla Commissione al Consiglio. Questo, previo parere del Parlamento, è chiamato ad adottare una posizione comune e comunicarla al Parlamento Europeo stesso, che ha 3 mesi di tempo per valutare tale posizione e pronunciarsi: se accetta la posizione del Consiglio l'atto può essere approvato; se propone emendamenti alla posizione comune, allora rientra in gioco la Commissione. Qualora il PE non accetti la posizione comune del Consiglio, l'atto può comunque essere approvato, ma è richiesta in tal caso l'unanimità (non è sufficiente la maggioranza qualificata).
La procedura di cooperazione aveva dato al Parlamento europeo una maggiore influenza, consentendo appunto una seconda lettura delle proposte legislative. A seguito del Trattato di Amsterdam, la procedura di codecisione ha sostituito la cooperazione nella maggioranza delle materie in cui veniva applicata. Con l'entrata in vigore del Trattato di Lisbona, la procedura di cooperazione è stata abolita.